# Mohamed Nadir Hamimid
Mohamed Nadir Hamimid (محمد نذير حميميد), né le 1er janvier 1945 à Bordj Ghedir dans la Wilaya de Bordj Bou Arreridj (Algérie) et mort le 25 octobre 2016, est un homme politique algérien.

## Biographie

### Études et parcours dans l'administration
Mohamed Nadir Hamimid est né à Bordj Ghedir, dans la région de Bordj Bou Arreridj, en Algérie. Après une licence en droit, il a exercé plusieurs fonctions à responsabilité : directeur de l'administration générale de la réglementation et de l'administration locale (Dagral) à Wilaya de Guelma, secrétaire général de wilaya de Wilaya de Tamanrasset et de Wilaya de Blida, il fut le premier wali de Tissemsilt en 1984, Wali de Mostaganem de 1989 à 1994, wali de Tizi-Ouzou de 1994 à 1999, et Wali de Constantine de 1999 à 2002 date à laquelle il a été nommé au gouvernement.

### Dans le gouvernement algérien
Il occupe le poste de Ministre de l'Habitat et de l'Urbanisme dans les gouvernements d'Ali Benflis le 17 juin 2002 et d'Ahmed Ouyahia et de Abdelaziz Belkhadem jusqu'à juin 2007 où il est élu député à l'Assemblée Populaire Nationale pour un mandat de cinq ans, jusqu'en 2012.

### Vie privée
Il est marié et père de quatre enfants.